# 불륜의 맛
"불륜의 맛"은 한국에서 제작된 이세일 감독의 2014년 멜로/로맨스 영화이다. 김지원 등이 주연으로 출연하였다.

## 출연

### 주연
- 김지원
- 전려원
- 김보미
- 선진우